# Cebrallo
Un cebrallo o zebrallo es un híbrido de una cebra macho con una yegua, de lo cual se concluye que es un "cebroide", término usado para referirse a cualquier híbrido proveniente de la cruza de una cebra con cualquier otra especie equina. Al igual que la mayoría de los demás híbridos entre especies distintas, es estéril.
Su apariencia es más la de un caballo que la de una cebra, pero a diferencia de estos, se distingue por sus visibles rayas en las patas, que con frecuencia también tiene, en el lomo hasta los flancos y en el cuello.
Tanto las cebras como los caballos pertenecen al género equus — equinos, los cuales pueden ser cruzados entre sí para producir híbridos. Todos ellos difieren ligeramente en su patrimonio genético. Un caballo tiene 64 cromosomas, mientras que una cebra tiene entre 32 y 44 (dependiendo de la especie). La mayoría de los cebrallos tienen 54.

## Estudios
Cossar Ewart, profesor de Historia Natural en Edimburgo (1882-1927) y un perspicaz genetista, apareó una cebra macho con una yegua de caballo y otra de poni con la intención de investigar la teoría de la telegonía. Para dicho experimento usó yeguas de raza árabe. Experimentos similares después serían llevados a cabo por el gobierno estadounidense.
Como otras muchas clases de híbridos, los cebrallos son estériles ya que el emparejamiento de cromosomas de un caballo y el de la cebra resulta impar, así que al sobrar uno no pueden criar.
Normalmente para conseguir este tipo de cruce se emplean cebras machos de la especie de Grevy (cebras Reales o del desierto, las más parecidas a los burros) y yeguas, que han convivido juntos para que se puedan aceptar mutuamente, cosa que no se da en la naturaleza. Los casos de cruce con cebras de la sabana (Grant, Bhön, Damara y Champang) no son siempre viables; y las cebras de montaña y de Hartmmant, que son las más parecidas a un caballo a nivel genético, están en peligro de extinción.
Los caballos se pueden cruzar con cualquier tipo de especie equina, pero normalmente se escoge a una yegua para este tipo de cruzamiento ya que los híbridos de cualquier especie se parecen más a la madre que al padre y el embarazo de la yegua es más viable cuando se trata de conseguir un cebrallo.

## Características
Físicamente son como caballos pequeños de crines enhiestas y poco pobladas. Su pelaje muestra rayas de cebra que se sobreponen a su color de fondo, lo cual es el resultado de la mezcla de las características del pelaje heredadas de sus dos padres.
Las cebras, al ser animales salvajes e indómitos —a diferencia de los caballos y los asnos—, transmiten su instinto salvaje a su descendencia y aunque generalmente no sean animales tan grandes, son extremadamente fuertes y agresivas. Debido a ello, los cebrallos también tienen un temperamento fuerte y pueden ser agresivos.

## Crianza
Actualmente se crían como rareza, mayormente en Estados Unidos, para gente que quiere presumir de tener animales raros y monturas peculiares. 
Para la equitación se prefiere a los cebrallos que a las cebras puras por varias razones, como lo es su mayor resistencia física; a pesar de que no son tan fáciles de manejar como los caballos y de que, por tanto, no pueden ser montados o adquiridos por novatos; además, su complexión más estilizada que la del caballo, particularmente en la parte de las espaldas, hace que sea más fácil conseguirle arnés.